# ペテン師と空気男〜人間椅子傑作選〜
『ペテン師と空気男〜人間椅子傑作選〜』（ぺてんしとくうきおとこ にんげんいすけっさくせん）は人間椅子初のベスト・アルバム。

## 解説
アルバムタイトルは江戸川乱歩の同名小説『ペテン師と空気男』から。
かつてのバンド名『死ね死ね団』より改名するときに『人間椅子』か『ペテン師と空気男』かと言われるタイトルである。それまでにリリースしたアルバム4作とシングル3作から選りすぐられた14曲と、さらに未発表曲の『走れメロス』（ホンダ製オートバイのPR曲として、人間椅子には珍しくタイアップのついた楽曲。オリジナルアルバム未収録）を収録した全15曲のベスト・アルバム。
本作をもって人間椅子は、所属レーベルであるメルダックと契約を解消する事となり、インディーズに活躍の場を移す事となる。

## 収録曲
| 全編曲: 人間椅子。 |                                      |          |                    |      |
| #                  | タイトル                             | 作詞     | 作曲               | 時間 |
| 1.                 | 「審判の日」                         | 和嶋慎治 | 和嶋慎治、鈴木研一 | 5:42 |
| 2.                 | 「心の火事」                         | 和嶋慎治 | 鈴木研一           | 4:07 |
| 3.                 | 「幸福のねじ」                       | 和嶋慎治 | 和嶋慎治           | 5:13 |
| 4.                 | 「あやかしの鼓」                     | 和嶋慎治 | 和嶋慎治、鈴木研一 | 5:18 |
| 5.                 | 「夜叉ヶ池」                         | 和嶋慎治 | 和嶋慎治           | 7:22 |
| 6.                 | 「なまけ者の人生」                   | 和嶋慎治 | 鈴木研一           | 5:02 |
| 7.                 | 「太陽黒点」                         | 和嶋慎治 | 和嶋慎治、鈴木研一 | 7:00 |
| 8.                 | 「青森ロック大臣」                   | 和嶋慎治 | 鈴木研一           | 3:01 |
| 9.                 | 「天国に結ぶ恋」                     | 和嶋慎治 | 和嶋慎治           | 4:17 |
| 10.                | 「人面瘡」                           | 和嶋慎治 | 和嶋慎治           | 5:15 |
| 11.                | 「大予言」                           | 鈴木研一 | 鈴木研一           | 3:25 |
| 12.                | 「走れメロス」(インストゥルメンタル) |          | 和嶋慎治、鈴木研一 | 4:21 |
| 13.                | 「もっと光を!」                      | 和嶋慎治 | 和嶋慎治、鈴木研一 | 3:49 |
| 14.                | 「りんごの泪」                       | 和嶋慎治 | 和嶋慎治、鈴木研一 | 4:03 |
| 15.                | 「埋葬蟲の唄」                       | 和嶋慎治 | 和嶋慎治、鈴木研一 | 5:43 |

## 演奏者
- 和嶋慎治 - ギター、ボーカル
- 鈴木研一 - ベース、ボーカル
- 上館徳芳 - ドラムス
- 後藤マスヒロ - ドラムス

### ゲスト
- 内田雄一郎 - コーラス (Track13)